# Hugo Andresen
Hugo Andresen (* 4. Oktober 1844 in Altona; † 17. August 1918 in Münster) war ein deutscher Romanist und Mediävist.

## Leben und Werk
Andresen war der Sohn des Germanisten Karl Gustav Andresen. Er besuchte das Realgymnasium in Mülheim/Ruhr. Während seines Studiums der Romanistik und Germanistik in Bonn wurde er 1864 Mitglied der Burschenschaft Marchia Bonn. Er wurde 1874 in Bonn mit Ueber den Einfluss von Metrum, Assonanz und Reim auf die Sprache der altfranzösischen Dichter zum Dr. phil. promoviert und habilitierte sich 1880 in Göttingen mit Maistre Wace’s Roman de Rou et des ducs de Normandie (2 Bde., Heilbronn 1877–1879, Rezension durch Gaston Paris in: Romania 9, 1880, S. 592–614). Andresen war von 1880 bis 1892 Privat-Dozent in Göttingen. 1892 wurde er nach Münster berufen und war der erste Professor ausschließlich für romanische Philologie an der Universität Münster. Ihm wurde der Geheimratstitel verliehen.

## Weitere Werke (Auswahl)
- Ein altfranzösisches Marienlob aus einer Pariser Handschrift des 13. Jahrhunderts. Halle a.S. 1891.
- Karl Gustav Andresen (Bearbeiter): Sprachgebrauch und Sprachrichtigkeit im Deutschen. 8. Auflage. Leipzig 1898.
- Karl Gustav Andresen (Bearbeiter): Über deutsche Volksetymologie. 7. Auflage. Leipzig 1919.
- Eine altfranzösische Bearbeitung biblischer Stoffe nach einer Pariser Handschrift. Halle a.S. 1916.